# Месед
Месе́д (рос. Месед) — присілок у складі Тугулимського міського округу Свердловської області.
Населення — 1 особа (2010, 0 у 2002).